# معن القطامين
معن مرضي عبد الله القطامين (مواليد 1 آب 1968 في الطفيلة) سياسي واقتصادي وأكاديمي أردني شغل منصب وزير العمل من 12 تشرين الأول 2020 إلى 8 آذار 2021 ومنصب وزير دولة لشؤون الاستثمار 12 تشرين الأول 2020 إلى 7 آذار 2021 في حكومة بشر الخصاونة، شغل سابقاً منصب مدير المكتب الخاص لرئيس الوزراء عبد الله النسور واستقال بعد قرابة شهرين.
يعتبر القطامين ناشط اجتماعي مؤثر عبر مواقع التواصل الاجتماعي، تمثل نشاطه عبر مواقع التواصل في نقد النهج الإداري الحكومي الأردني وبعض السياسات الاقتصادية فيها، كما قدّم بعض النصائح والشروحات وشارك في عدد من المؤتمرات والندوات، وقد جرى استضافته في عدد من القنوات الفضائية والمحطات الإذاعية، بدأ هذا النشاط في فترة حكومة هاني الملقي الثانية عام 2018، وهو كذلك كاتب ومخرج، حيث كتب وأخرج وأنتج عدد من المسلسلات الدرامية.

## نشأته
ولد القطامين في محافظة الطفيلة وهو الابن السادس من ضمن سبعة أبناء للسيد مرضي القطامين والسيدة رسمية الضروس. وقد كان والده قومياً عربياً يعتبر من مؤسسي حزب البعث العربي الاشتراكي في منتصف الخمسينيات من هذا القرن واستلم قيادة شعبة الكرك وتم الزج به في السجون السياسية في الأردن وفُرضت عليه الإقامة الجبرية لمدة ثلاث سنوات في قرية النمتة في محافظة الطفيلة ثم تم نفيه إلى خارج البلاد في أوائل الستينات. وقد صدر لوالده مذكرات بعنوان «بعض ما علق في الذاكرة». بعد عودة والده إلى الأردن وخروجه من حزب البعث نظرا لانشقاقات جذرية في بنية الحزب وعدم اتفاق مرضي مع هذه الانشقاقات بدأ عمله في وزارة التربية والتعليم في الحكومة الأردنية وتنقل بين مدن الأردن حيث ولد معن القطامين في الأول من آب من عام 1968 ثم حيث التحق بالمدرسة في الصف الأول والثاني الابتدائي في محافظة الطفيلة ثم انتقل مع عائلته إلى محافظة الزرقاء إثر مباشرة والده لعمله كمدير عام لتربية الزرقاء ثم مديرا للتربية العاصمة عمان ودرس الصفوف الثالث والرابع والخامس الابتدائي. في عام 1978 سافر معن مع عائلته انتقل إلى الجمهورية العربية السورية بعد أن أصبح والده مستشارا ثقافيا في السفارة الأردنية في دمشق، وهناك امضى معن سنتين في مدارس دمشق ثم انتقل إلى الأردن ليدرس في مدرسة التطبيقات النموذجية ثم كلية الحسين. في أوئل الثمانينات انتقل السيد مرضي القطامين إلى محافظة العقبة حيث أصبح مديرا عاما لمؤسسة الموانئ فانتقل معه معن حيث درس الصفوف الأول ثانوي والثاني ثانوي والثالث ثانوي. واثناء هذه السنة حصل معن القطامين على بطولة المملكة الأردنية في الشطرنج. وبعد نجاحه في الثانوية العامة التحق بالجامعة الأردنية في عام 1985 حيث درس في كلية الاقتصاد والعلوم الإدارية وتخصص في إدارة الأعمال والعلوم السياسية وحصل على درجة البكالوريوس في الإدارة والعلوم السياسية في عام 1989.

## مناصب
- مدير المكتب الخاص لدولة رئيس الوزراء عبد الله النسور
- رئيس مجلس إدارة آفاق المعرفة في الإمارات والأردن والهند
- نائب رئيس جامعة دبي، الإمارات العربية المتحدة
- وزير العمل والاستثمار في حكومة بشر الخصاونة

## أعمال درامية
- كتب وأخرج وأنتج المسلسل الدرامي الشركة[8]، والذي عُرض على قناة إم بي سي مصر في 2014.
- أنتج وأخرج برنامج «أنت ومديرك 10/10»،  وهو إنتاج دراما أردني يُسلط الضوء على علاقة المدراء والموظفين بعضهم البعض في إطار درامي كوميدي.[9]

## توجهه السياسي
يعتبر القطامين مستقلا على الرغم من تأثره بفكر والده القومي العربي. نادى القطامين دائما بالعمل على تطوير كافة الموارد والامكانيات المتوفره واستغلالها بشكل أفضل بما ينعكس ايجابا على شعوبها. كما تبنّى الدكتور القطامين منهجا قياديا يُعنى بالوصول إلى المواطنين والتفاعل مع قضاياهم والاستفادة من خبراتهم وشرح آلية دعم الثقة بين المواطن والمسؤول ودور كل منهما بما يؤدي في النهاية إلى الوصول إلى دولة تشاركية متطورة تضاهي الدول الغربية.

### إنتاجاته السياسية
قام القطامين بإنتاج عدة أفلام تناولت الأحداث السياسية في الأردن وتنوّعت ما بين مناقشة قضايا رأي عام أو تقديم انتقادات أو ملاحظات على الأداء الحكومي وخاصة الاقتصادية منها.
| تاريخ النشر    | اسم الفيديو                 |
| -------------- | --------------------------- |
| 16 يناير 2018  | اقتصاد بلا... بيف           |
| 28 يناير 2018  | طفح الكيل                   |
| 27 فبراير 2018 | نهضة الأردن الاقتصادية 7*7  |
| 11 مارس 2018   | خطة التحفيز الاقتصادي 10*10 |
| 17 مارس 2018   | أردني في الامازون           |
| 2 مايو 2018    | من انتم !؟                  |
| 28 مايو 2018   | اضراب الأردن                |
| 29 مايو 2018   | إسحبوا القانون              |
| 31 مايو 2018   | حكومة المجاكرة              |
| 3 يونيو 2018   | بلاش لف ودوران              |
| 7 يونيو 2018   | الأردن يستحق الافضل         |
| 11 يونيو 2018  | الدعم الخليجي               |
| 22 يونيو 2018  | فرصة للرزاز                 |

## التأثير عبر مواقع التواصل الاجتماعي
للقطامين نشاط اجتماعي واقتصادي في العالم العربي من خلال مواقع التواصل الاجتماعي، فقد تطرق لعدد من القضايا المهمة منها اللجوء السوري والأزمة السورية. ومن أشهر منشوراته في موضوع اللجوء السوري فيلم «أنت لاجئ» وفيلم «سوريا المجد» وقصيدة «رسالة من قدم» وقصيدة «لا تغاري يا شام» وقصيدة «مساء الخير يا حلب». كما له العديد من الأفلام التوعوية في القضية الفلسطينية ومنها «القدس ليست قصيتنا» وفيلم: «شكرا ترامب» وقصيدة «من الدكتور إلى بلفور» وفيلم «عهد».
تطرق القطامين كثيراً لموضوع الوحدة الوطنية وله أفلام عديدة منها «دق خشوم» وفيلم «تكلكوش» وفيلم «الشمطاء». أما في الشأن الاقتصادي الأردني فله عدد كبير من الأفلام التوعوية ومنها «إفلاس الأردن» وفيلم «7 في 7» وفيلم «10 في 10» وفيلم «أردني في الأمازون» وفيلم «حكومة لا حس ولا خبر» وفيلم «خطة التخبط الاقتصادي». كما يمتلك صفحة مؤثرة على الفيسبوك يتابعها أكثر من 360 ألف شخص، بخلاف نشاطه على اللينكد إن، التويتر، والانستغرام، واليوتيوب.

## النشاط الفني والأدبي
قام القطامين بتأليف عدد كبير من الأفلام الدرامية التي تُعنى بالإدارة والقيادة حيث ألّف وأنتج ما يزيد على 1000 فيلم درامي[بحاجة لمصدر]. وهو عضو في اتحاد المنتجين الأردنيين. كما كان له عدد كبير من البرامج التلفزيونية التي قدمها بالتعاون مع قناة cnbc عربية تناولت عدد من المواضيع الإدارية والقيادية مثل القيادة، التفاوض، التفويض، حل المشكلات، الذكاء الاجتماعي، وغيرها من المواضيع. كما أن القطامين شاعر له عدد من قصائد الشعر النبطي والحر والعامودي منشورة على قناة اليوتيوب الخاصة به. وألّف الدكتور معن القطامين عددا من الكتب وهو عضو في اتحاد الكتاب العرب والأردنيين. ومن مؤلفاته "أقوال صنعت عظماء، المستقبل يبدأ الآن، "مسرحية الكنز"، "حديث الأمكنة".